# ZDFvision

Logo von ZDFvision

ZDFvision ist der Name des digitalen Fernsehprogramm-Bouquets des ZDF. Für das Antennenfernsehen wurde die Plattform als Nachfolger von ZDFmobil erweitert (DVB-T2 statt DVB-T in Deutschland).
Es wird seit August 1997 bundesweit über das Kabelfernsehen (DVB-C) und den Satelliten von SES Astra in der Norm DVB-S ausgestrahlt; zusätzlich sind alle Programme bei IPTV-Anbietern verfügbar. Für die terrestrische Übertragung gibt es ein bundeseinheitliches Bouquet.
Daneben wurde noch der ZDFdigitext (erweiterter Videotext) und diverse MHP-Anwendungssoftware zur Verfügung gestellt. Bis zum 1. September 2007 wurde der ZDFdigitext auch über DVB-T ausgestrahlt und dann durch den ZDFinfokanal ersetzt. Da sich das Angebot nicht durchsetzen konnte, wurde das MHP-Angebot eingestellt.

## Programmangebote

### Fernsehen
Seit Mai 2012 sind alle Fernsehprogramme auch in einer HD-Version empfangbar. Seit dem 17. Juli 2018 werden auch alle HD-Ableger in den großen Kabelnetzen über DVB-C verbreitet. Die Verbreitung in einzelnen Kabelnetzen kann davon abweichen. Seit dem 22. Mai 2019 werden auch alle HD-Ableger bundesweit über DVB-T2 verbreitet. Hier befinden sich die fünf Programme in einem Substream 0, während die restliche Kapazität mit einem Substream 1 belegt ist, die den Zugang des internetbasierenden Angebots von Freenet TV connect eröffnet.
ZDF
- ZDF
- ZDFinfo
- ZDFneo

Gemeinschaftsprogramme
- 3sat
- KiKA (sendet nur von 6:00 bis 21:00 Uhr)

Arte und Phoenix gehören ebenfalls zu den Gemeinschaftsprogrammen, werden aber über das Programmangebot ARD Digital verbreitet und sind nicht Teil von ZDFvision.

### Hörfunk
- Deutschlandfunk Kultur
- Deutschlandfunk
- Deutschlandfunk Nova
- Dokumente und Debatten

Obwohl die Hörfunksender technisch über eine andere Plattform verbreitet werden (DAB+ statt DVB-T), geschieht deren Distribution ebenfalls im Rahmen von ZDFvision. Die terrestrische Verbreitung dieser Hörfunkprogramme erfolgt über den Bundesmux sowie bei den ersten beiden Hörfunkprogrammen auslaufend über UKW.

## Plattformen von Drittanbietern
Unabhängig von ZDFvision werden deren Fernsehprogramme teilweise auf Plattformen von Drittanbietern übernommen. So werden Teile der Programme auch über SimpliTV in Österreich und die Rundfunk-Anstalt Südtirol (RAS) terrestrisch in den Normen DVB-T bzw. DVB-T2 verbreitet. Das Programmangebot wird auch bei Vodafone Kabel Deutschland (einschließlich der ehemaligen Unitymedia-Netze) seit dem 21. Januar 2020 in der Norm DVB-C ins Kabelfernsehen eingespeist, seit Januar 2025 aber ohne die Hörfunkprogramme.